# Allancastria cerisyi

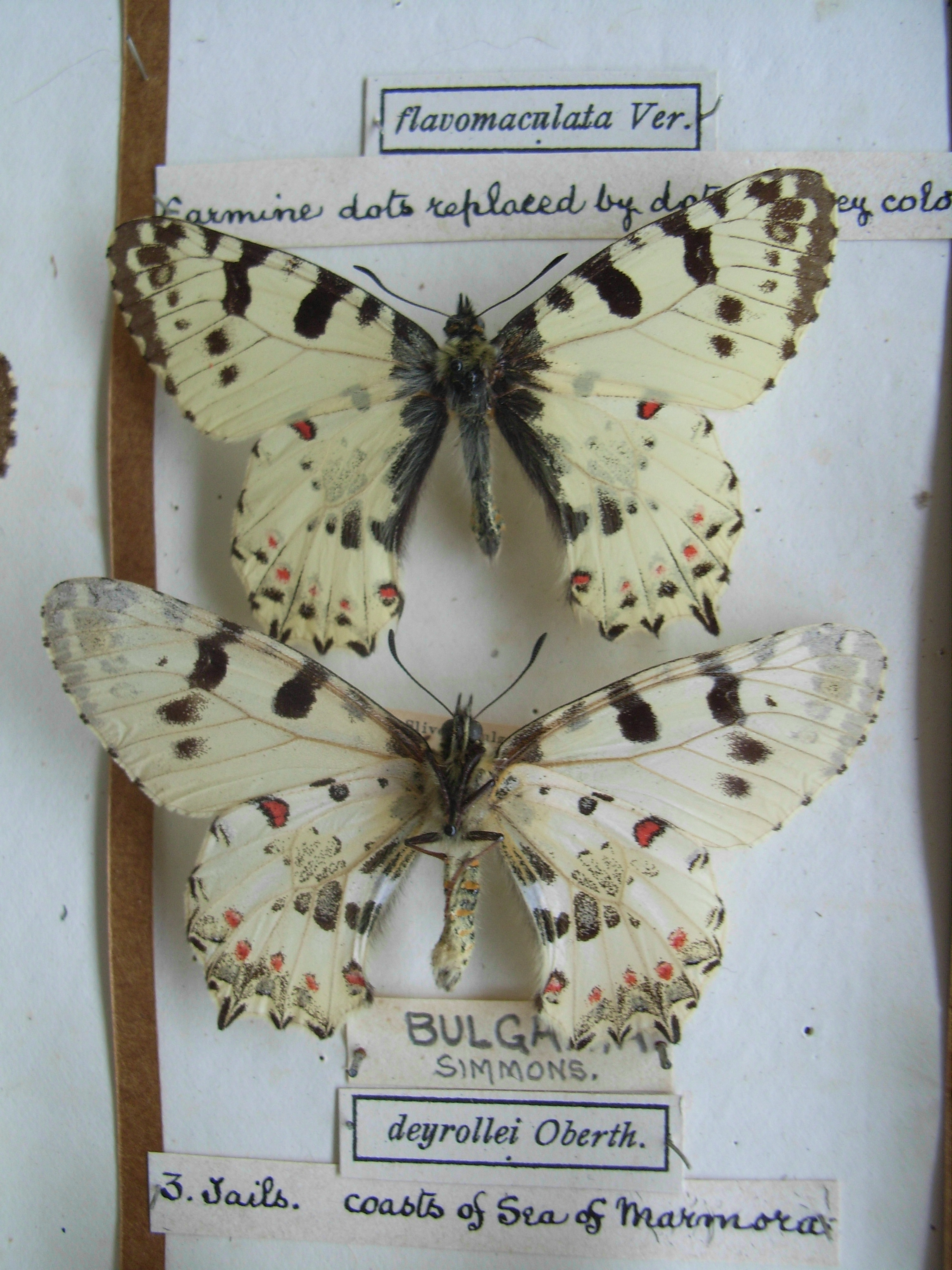
A. c. ferdinandi Stichel, 1907
var flavomaculata Verity
(phía trên,
Phía dưới).

Allancastria cerisyi là một loài bướm ngày thuộc họ Bướm phượng, phân bố từ Balkan đến Thổ Nhĩ Kỳ và gần Trung Đông. Nó được đặt theo tên Alexandre Louis Lefèbvre de Cérisy.
Sải cánh dài 52–62 mm. Chúng bay từ tháng 3 đến tháng 7 tùy theo địa điểm.
Ấu trùng ăn các loài Aristolochia.

## Đồng nghĩa/phân loài
Allancastria cerisyi (Godart, 1824)
- Thais cerisyi Godart, 1824; Ency. Methodique 9: 812
- Thais cerisy Godart, 1822; Mém. Soc. linn. Paris 2: 234, pl. 20, f. 3-4

Allancastria cerisyi cerisyi
- Thais cerisyi martini Fruhstorfer, 1906 Soc. Ent. 21 (19): 147, địa phương điển hình Rhodos
- martini Abadjiev, 2002, Neue Ent. Nachr. 23: 8
- A. c. dalmacijae Sala & Bollino, 1994 Dalmatia (Makarska) địa phương điển hình Makarska, Dalmatia, Croatia
- A. c. huberi Sala & Bollino, 1994 Bắc Hy Lạp địa phương điển hình Hy Lạp, Florina
- A. c. ferdinandi Stichel, 1907 Albania Bulgaria địa phương điển hình Bulgaria
- A. c. mihljevici Sijaric, 1990 Hercegowina địa phương điển hình Hercegovina

## Hình ảnh

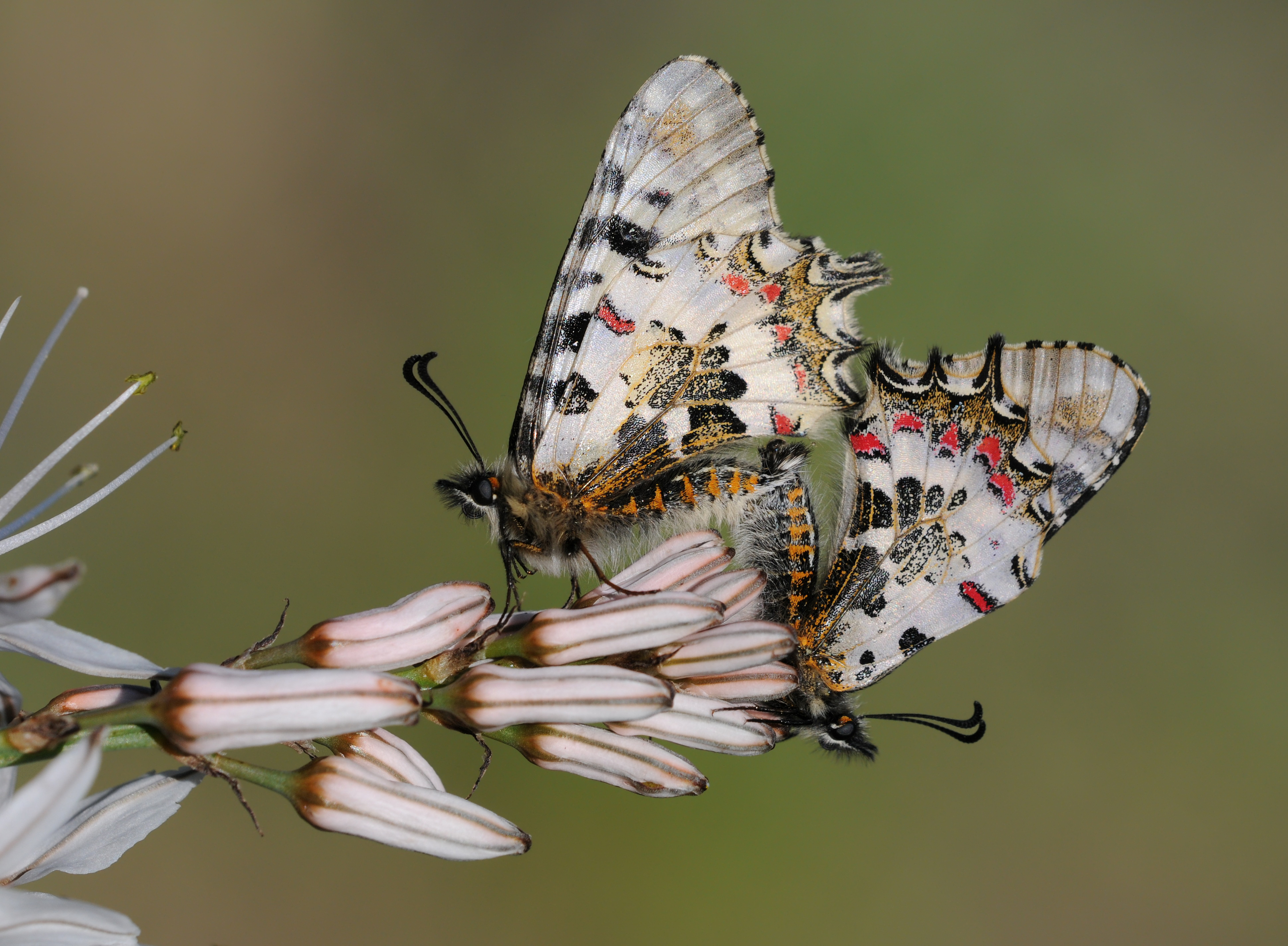
Bướm Allancastria cerisyi bên hoa Asphodelus aestivus.
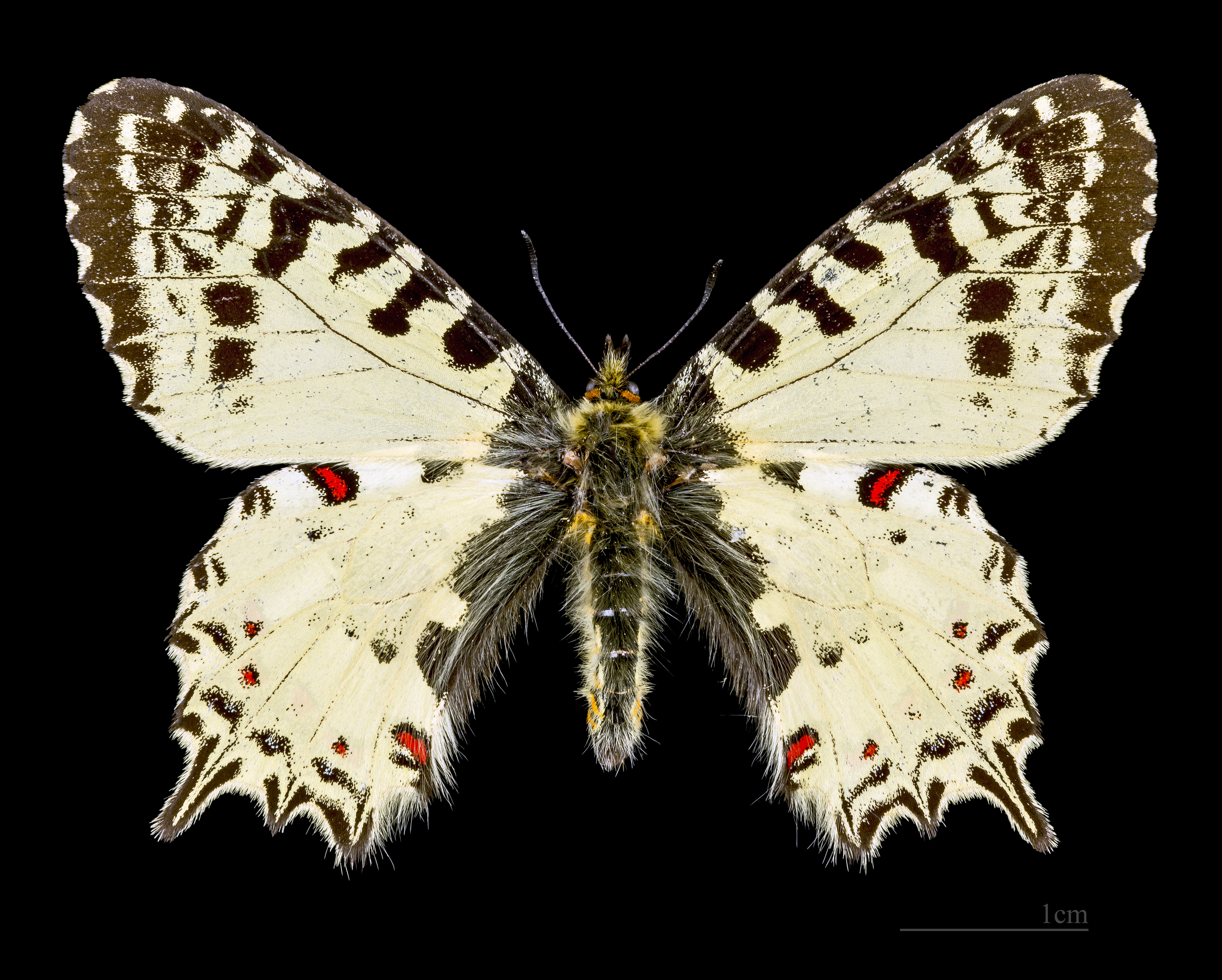
♂
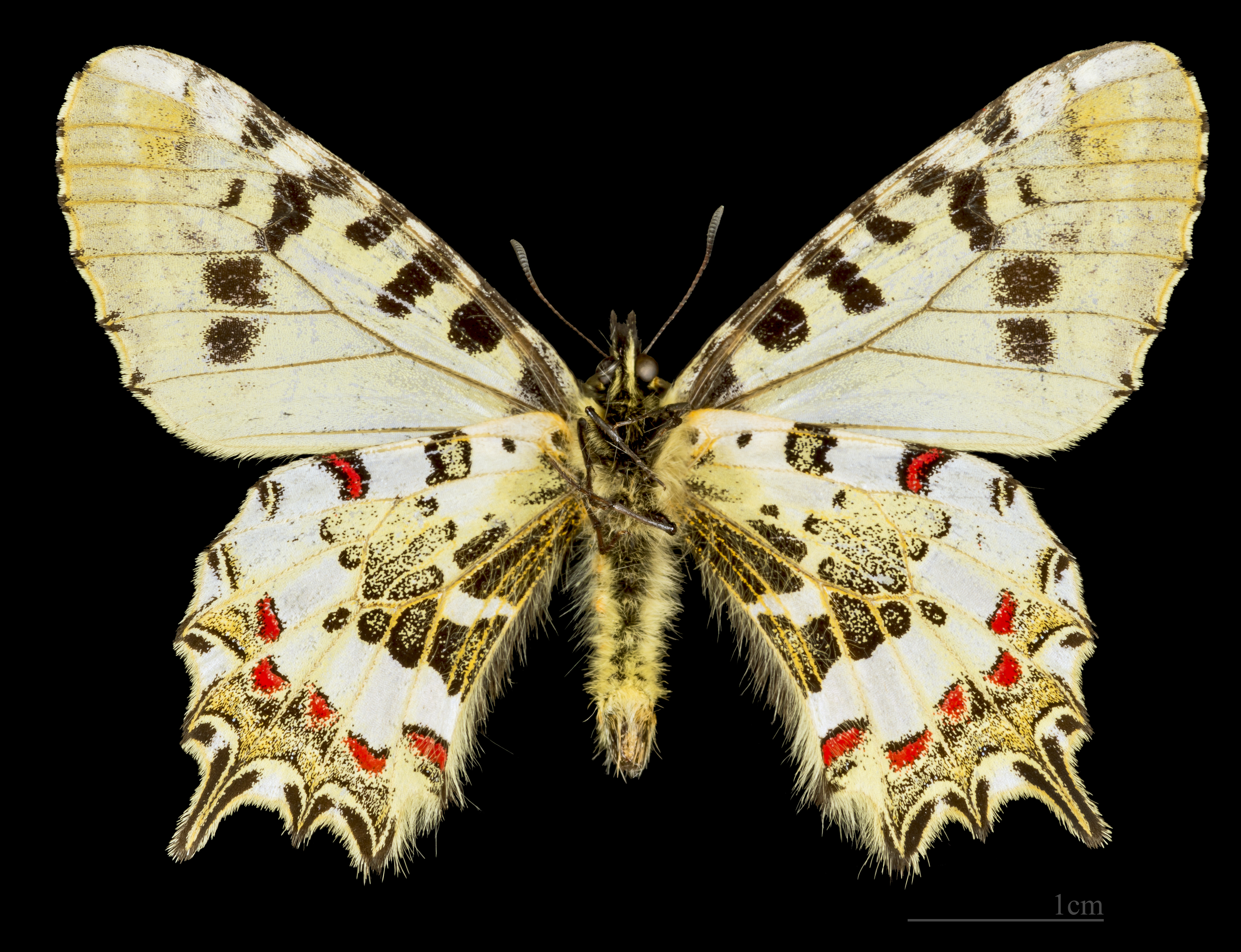
♂ △
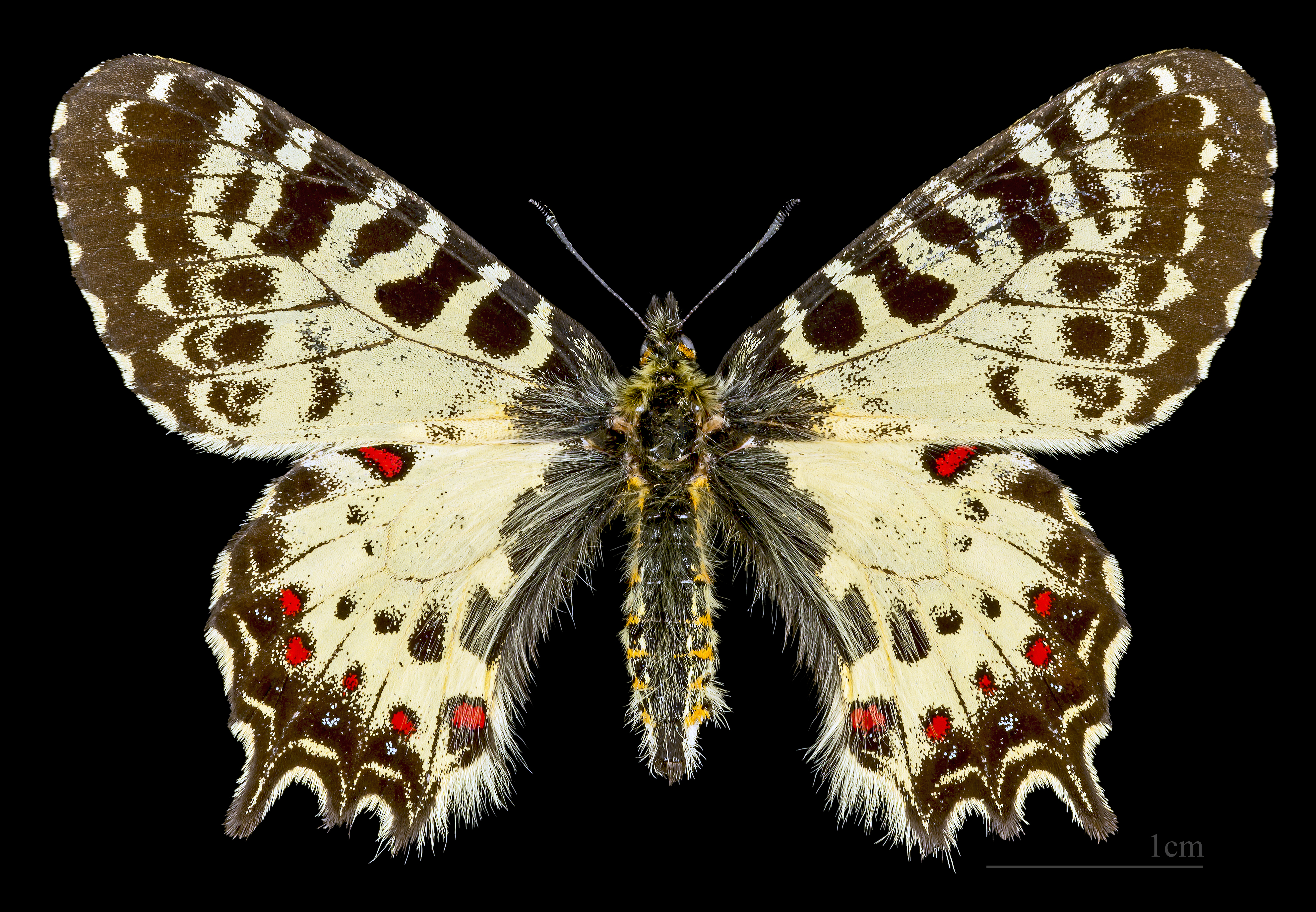
♀
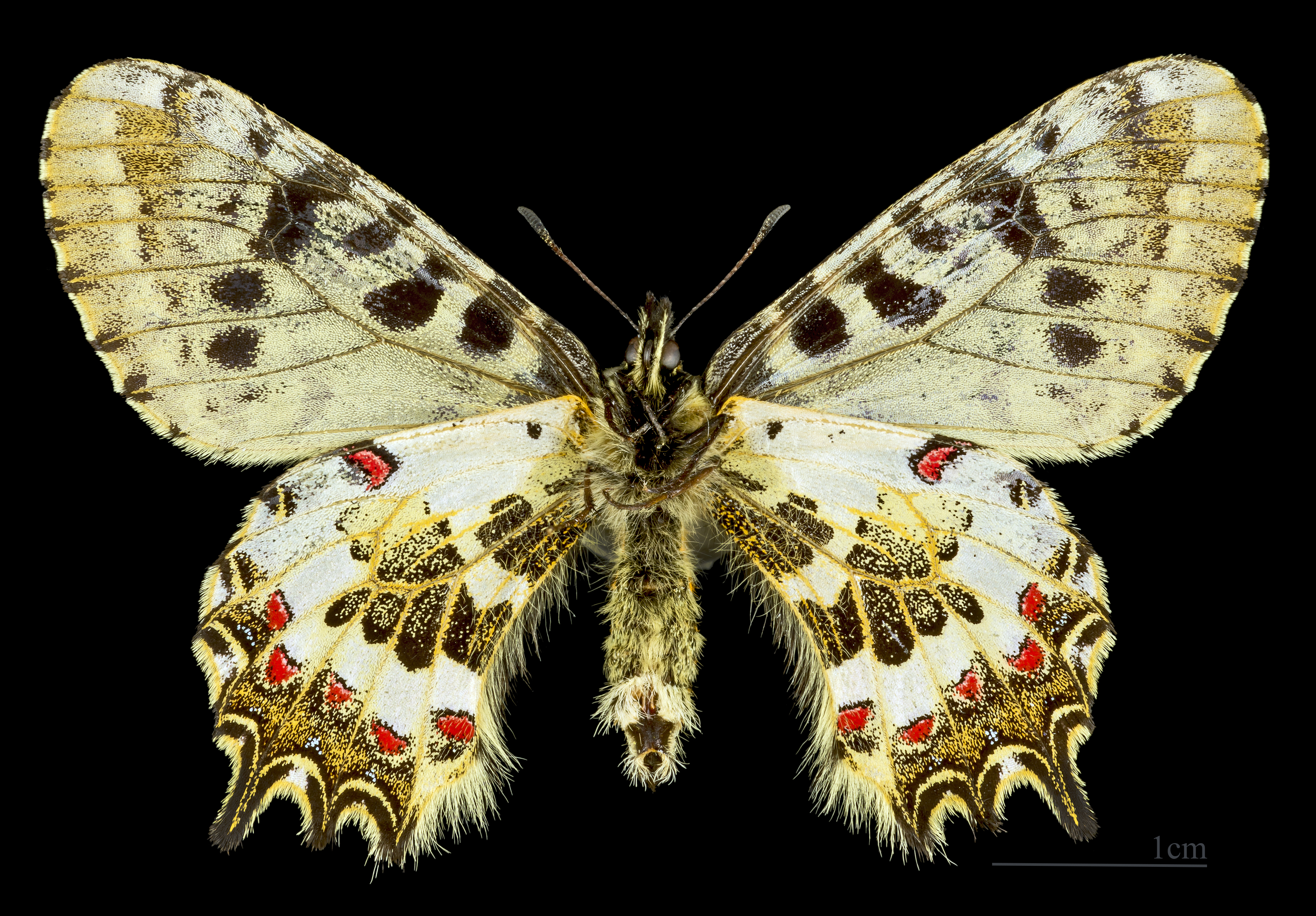
♀ △
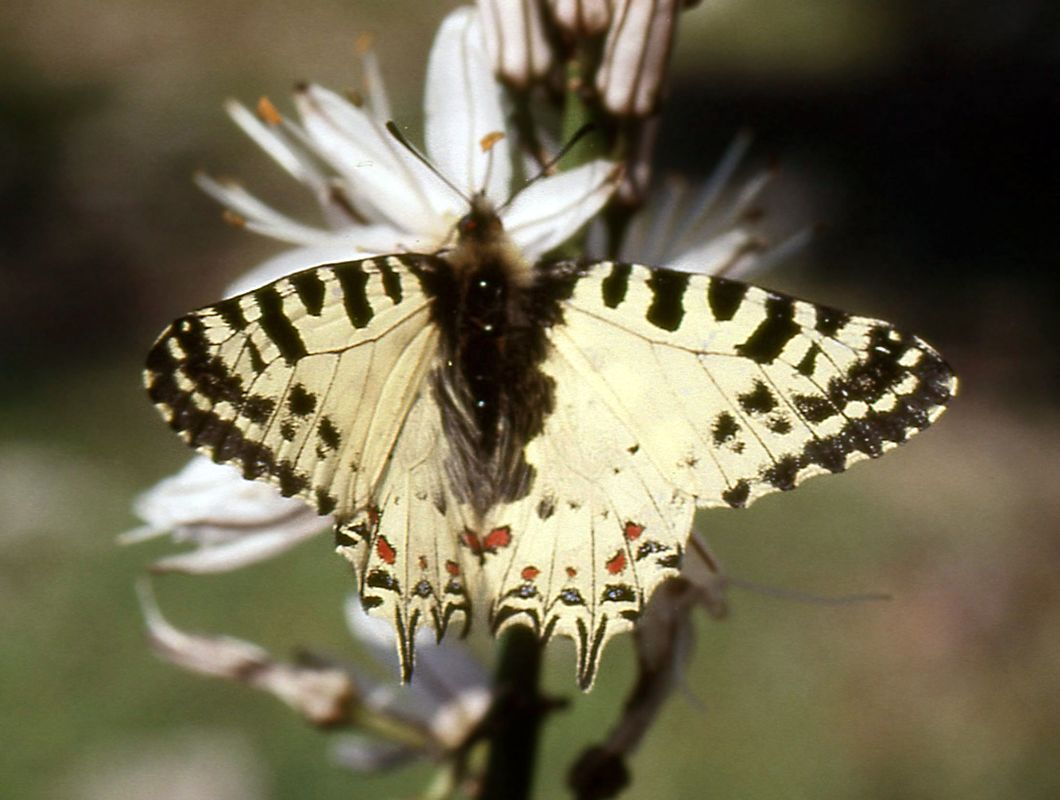
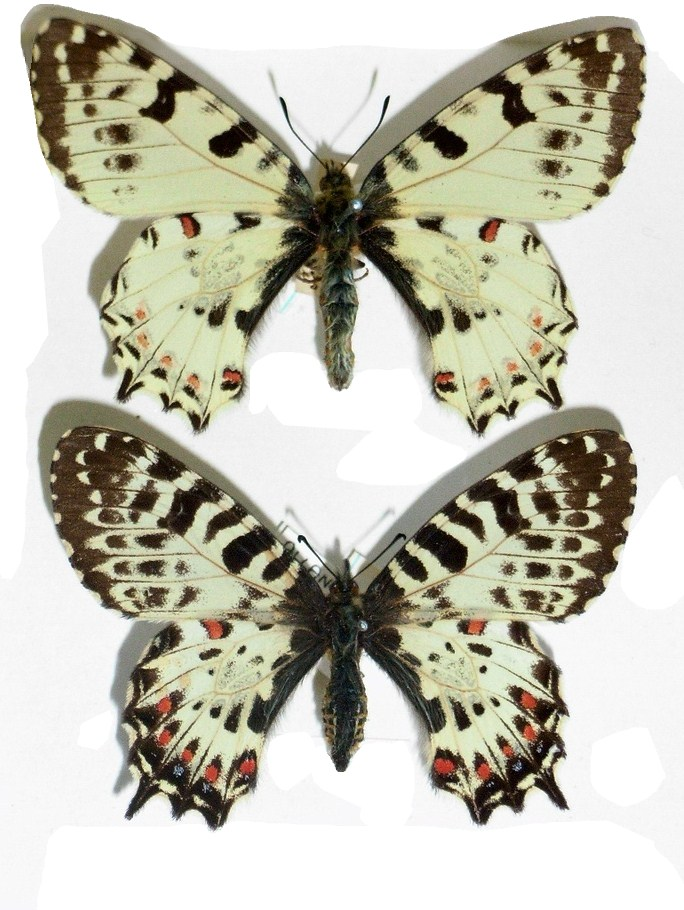
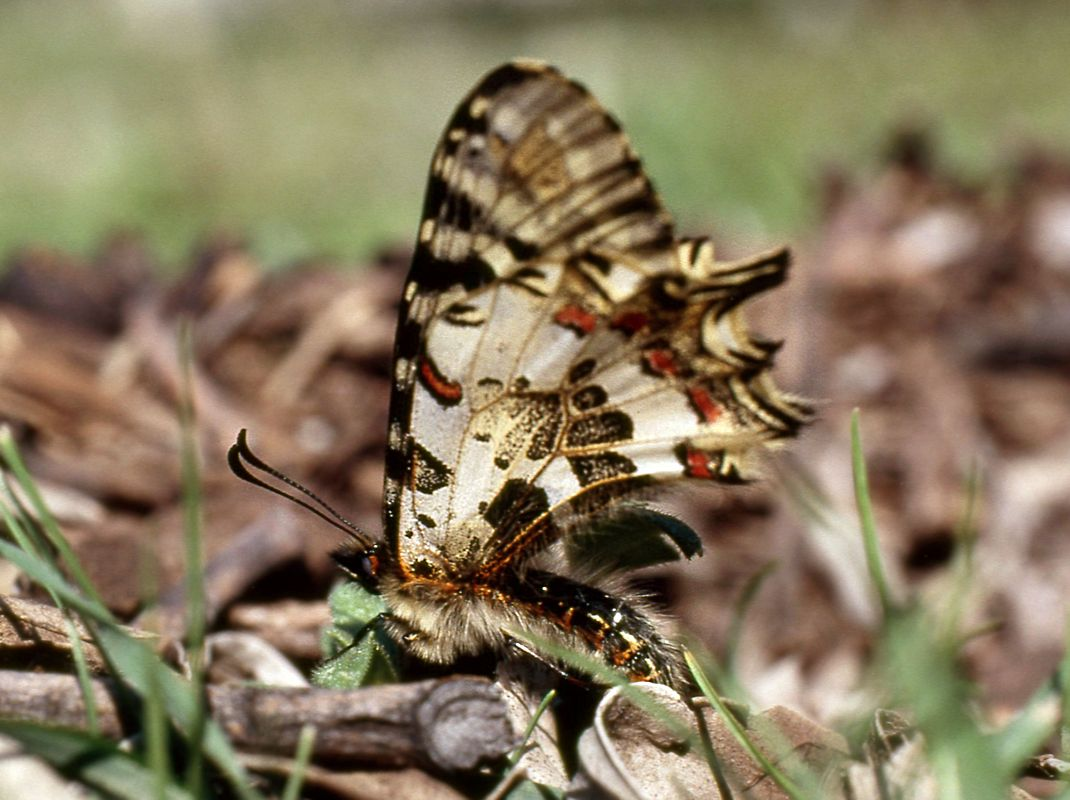